# صحراء فيريو
صحراء فيريو (بالإنجليزية:Ferio Desert) هي صحراء تقع في وسط السنغال، إلى الجنوب من حوض نهر السنغال، تبلغ مساحة الصحراء الإجمالية 70,000 كيلومتر مربع حيث تشكل ما لا يقل عن ثلث المساحة الكلية للسنغال، تعتبر مدينة لينغور السنغالية التي يعيش بها أكثر من 13,000 نسمة أكبر مدن صحراء فيريو.

## الجغرافيا
تحتل صحراء فيريو مساحة اجمالية تقدر بحوال 70,000 كيلو متر مربع، أي أنها تحتل أكثر من ثلث المساحة الكلية للبلاد. وهي تشكل جزء من منطقة جوربل التي تمتد إلى الداخل بحوالي 45 ميل (70 كيلومتر) إلى الشرق من داكار إلى الغرب وإلى الجنوب من سانت لويس، والمعروفة باسم باول للسكان المحليين. ويتدفق نهر السنغال عبر المنطقة، أما الوديان فتنحدر من جيب سلوم دلتا شمال غامبيا. وهناك سهول لا نهاية لها وبالإضافة للكثبان الرملية مع الصخور المتناثرة والوديان الصغيرة ذات التربة الطينية التي تشكل المسطحات المائية الصغيرة. وعبرت سهل عن طريق الدورات العديد من روافد نهر السنغال، والتي تكون في معظم أيام السنة جافة، وتمتليء بالماء فقط في بعض الأحيان خلال موسم الأمطار (من شهر يوليو إلى شهر سبتمبر).
مناح الصحراء مناخ جاف للغاية، يتميز موسم الجفاف الطويل (الذي يستمر لمدة تسعة أشهر في السنة)، بالرياح التي تجتاح الصحراء الجافة. موسم الأمطار في الصحراء يكون في الفترة من شهر يوليو إلى شهر سبتمبر، وهي فترة قصيرة، ويجلب عدم انتظام هطول الأمطار التي ترفعها الكتل الهوائية الرطبة من خليج غينيا. بسبب المناخ الجاف في المنطقة قليلة السكان. وتعاني المنطقة أيضا من الجفاف، بالأخص الجفاف الذي أصاب الصحراء في عقد عام 1970 وفي وقت مبكر، ثم أصاب الصحراء موجة جفاف ومرة أخرى في الفترة من عام 1983 حتى عام 1984. يبلغ عدد شكان صحراء فيريو ما يقرب من 13,000 نسمة، وقد ساهم التصحر أيضا إلى انخفاض عدد السكان في المنطقة.